# Gaston Giran
Roger Gaston Giran  (12. februar 1892 - ukendt dødsår) var en fransk roer fra Paris.
Giran vandt bronze i dobbeltsculler ved OL 1920 i Antwerpen (sammen med Alfred Plé). Parret vandt desuden guld ved EM samme år.

## OL-medaljer
- 1920:  Bronze i dobbeltsculler